# Escallonia angustifolia
La escalonia (Escallonia angustifolia) es una especie  perteneciente a la familia de las escaloniáceas

## Distribución
Es nativa de Argentina, Chile y Perú.

## Taxonomía
Escallonia angustifolia fue descrita por Karel Presl y publicado en Reliquiae Haenkeanae 2(1): 47. 1831.
Etimología
Escallonia: nombre genérico otorgado en honor al viajero español Escallon, quien fue el primero en recolectar un representante de este género en Colombia.
angustifolia: epíteto latino que significa "con hojas estrechas".
Sinonimia
- Escallonia angustifolia var. coquimbensis (J.Rémy ex Gay) Acevedo & Kausel
- Escallonia coquimbensis J. Rémy ex Gay
- Escallonia graefiana Hosseus[5]